# Gaëtan Bille
Gaëtan Bille (Soest, 6 aprile 1988) è un ex ciclista su strada belga, professionista dal 2011 al 2017.

## Carriera
Nato da genitori belgi nella Renania Settentrionale-Vestfalia, in Germania, cresce in Belgio.
Comincia la carriera ciclistica con la Wallonie Espoirs, squadra dilettantistica della Vallonia. Viene notato dalla Groupe Gobert.com che lo mette sotto contratto come stagista per gli ultimi mesi del 2008, confermandolo poi nel 2009. In seguito passa al Pesant Club di Liegi, altra squadra dilettantistica, prima di cominciare sette stagioni di seguito fra i professionisti, la prima delle quali, nel 2011, con la formazione Continental Wallonie Bruxelles.
Nel 2012 passa alla Lotto Belisol, vincendo in stagione l'importante semi-classica Grand Prix Pino Cerami e partecipando al suo primo Giro d'Italia. Si trasferisce poi alla Veranda's Willems per le stagioni 2014 e 2015: nel 2014 fa sue la Flèche du Sud a tappe e il Grand Prix de la ville de Pérenchies, l'anno dopo vince invece il Giro della Regione Friuli Venezia Giulia a tappe. Nel 2016 fa ritorno alla Wanty-Groupe Gobert, mentre per la stagione seguente firma per la seconda volta con la Veranda's Willems-Crelan.
Nel 2018 passa alla Sovac-Natura4Ever, formazione Continental algerina con cui vince la classifica generale del Tour de la Pharmacie Centrale in Tunisia, prima di tornare tra i dilettanti nel 2019 per gareggiare con l'U.S. Lamentinois. Conclude la carriera agonistica nel 2020.

## Palmarès
- 2011 (Wallonie-Bruxelles, tre vittorie)

Zellik-Galmaarden
2ª tappa Rhône-Alpes Isère Tour (Charvieu-Chavagneux > Toussieu)
3ª tappa Ronde de l'Oise (Bailleval > Verneuil-en-Halatte)
- 2012 (Lotto Belisol Team, una vittoria)

Grand Prix Pino Cerami
- 2014 (Vérandas Willems, tre vittorie)

2ª tappa Flèche du Sud (Clervaux > Bourscheid)
Classifica generale Flèche du Sud
Grand Prix de la ville de Pérenchies
- 2015 (Veranda's Willems Cycling Team, quattro vittorie)

1ª tappa Flèche du Sud (Bourscheid > Bourscheid)
Prologo Volta a Portugal (Viseu > Viseu, cronometro)
1ª tappa Ronde van Midden-Nederland (Leersum > Leersum, cronometro)
Classifica generale Giro della Regione Friuli Venezia Giulia
- 2018 (Sovac-Natura4Ever, tre vittorie)

Prologo Grand Prix International de la ville d'Alger (Souidania > Souidania, cronometro)
2ª tappa Tour de la Pharmacie Centrale (Kairouan > Le Kef)
Classifica generale Tour de la Pharmacie Centrale
- 2019 (Uni Sport Lamentinois, una vittoria)

8ª tappa, 2ª semitappa Tour de Guadeloupe (Capesterre-Belle-Eau > Baie-Mahault, cronometro)

### Altri successi
- 2015 (Veranda's Willems Cycling Team)

1ª tappa Paris-Arras Tour (Vitry-en-Artois > Bailleul-Sir-Berthoult, cronosquadre)
Classifica a punti Giro della Regione Friuli Venezia Giulia

## Piazzamenti

### Grandi Giri
- Giro d'Italia

2017: ritirato (17ª tappa)

### Classiche monumento
- Giro delle Fiandre

2012: ritirato
2017: 62º
- Liegi-Bastogne-Liegi

2012: ritirato
2013: 139º
2016: 59º
- Giro di Lombardia

2013: ritirato

### Competizioni mondiali
- Campionati del mondo

Limburgo 2012 - Cronosquadre: 17º